# Voyage à trois
Pour plus de détails, voir Fiche technique et Distribution.
Voyage à trois est un film français réalisé par Jean-Paul Paulin, sorti en 1950.

## Synopsis
Gilbert et Maurice sont les meilleurs amis du monde, sauf que Gilbert est l'amant de Huguette, l' épouse de Maurice. C' est à l'occasion d'une croisière sur un voilier qu'ils se retrouvent abandonnés sur une ile déserte.La vie s'organise tant bien que mal mais des tensions apparaissent au sein du trio.La vérité finit par éclater et pour apaiser la situation Maurice accepte que Gilbert continue à fréquenter sa femme. Mais un ouragan dévaste le campement.Ils doivent trouver un autre lieu et c'est à ce moment-là qu'une indigène va encore mettre à mal leur certitude sur la fidélité, le mariage et autre convenance. Finalement notre trio sera sauvé et regagnera la civilisation.

## Fiche technique
- Titre : Voyage à trois
- Réalisation : Jean-Paul Paulin, assisté de Patrice Dally
- Scénario : Jean de Létraz, d'après sa pièce
- Photographie : Jacques Mercanton
- Son : Jacques Gallois
- Musique : Georges Van Parys
- Montage : Renée Guérin
- Production : Jean-Paul Paulin
- Société de production : Francinalp
- Pays :  France
- Format : Noir et blanc -  1,37:1 - 35 mm - Son mono
- Genre : Comédie dramatique
- Durée : 82 minutes
- Date de sortie : 
  - France, 12 mai 1950

## Distribution
- Jeannette Batti -  Huguette
- Pierre-Louis - Gilbert
- Jacques Morel - Maurice
- Maria Riquelme - Zaïna
- Robert Lussac - Poulot
- Nicolas Amato - le commandant
- Jean Gosselin